# 1850 في فرنسا
فيما يلي قوائم الأحداث التي وقعت خلال عام 1850 في فرنسا.

## ظهور
- 1 يناير – الزنبقة السوداء كتاب من تأليف ألكسندر دوما.

## كتب
من الكتب التي أصدرت هذه السنة في فرنسا:
- 1 يناير – الزنبقة السوداء من تأليف ألكسندر دوما.

## مواليد

### يناير
- 1 يناير – إميل أميلينو
- 14 يناير – لوتي بيير بيير جوليان فيّو.[1]

### مايو
- 10 مايو – جان ميشال غندوغر[2]
- 31 مايو – ألفونس بينو مهندس فرنسي.[3]

### يونيو
- 26 يونيو – ألفريد لويس ديلاتر رجل دين وعالم آثار فرنسي.[4]

### أغسطس
- 5 أغسطس – غي دو موباسان كاتب فرنسي.[5]
- 26 أغسطس – شارل ريشه[6]

### سبتمبر
- 29 سبتمبر – إتيان فالو طبيب فرنسي.[7]

### أكتوبر
- 8 أكتوبر – هنري لويس لو شاتلييه عالم كيمياء فرنسي.[8]

## وفيات

### يناير
- 1 يناير – جان بروك (مواليد 1771) رسام فرنسي.[9]

### أبريل
- 16 أبريل – ماري توسو (مواليد 1761) فنانة فرنسية.[10]

### مايو
- 1 مايو – هنري ماري دوكروتي دي بلينفيل (مواليد 1777)[11]
- 9 مايو – لوي جوزيف غي لوساك (مواليد 1778)[12]

### يوليو
- 5 يوليو – ألير رافينو دوليل (مواليد 1778) عالم نبات فرنسي.[13]

### أغسطس
- 18 أغسطس – أونوريه دي بلزاك (مواليد 1799) كاتب فرنسي.[14]
- 26 أغسطس – لويس فيليب الأول (مواليد 1773) سياسي فرنسي.[15]

### ديسمبر
- 24 ديسمبر – فردريك باستيا (مواليد 1801)[16]